# Estação Lapa (Linha 8)
A Estação Lapa ou Lapa-Senac é uma estação ferroviária pertencente à Linha 8 do Trem Metropolitano de São Paulo, localizada no distrito da Lapa, município de São Paulo, que foi inaugurada originalmente com o nome de Km 7. Atualmente é operada pelo consórcio privado ViaMobilidade.

## História

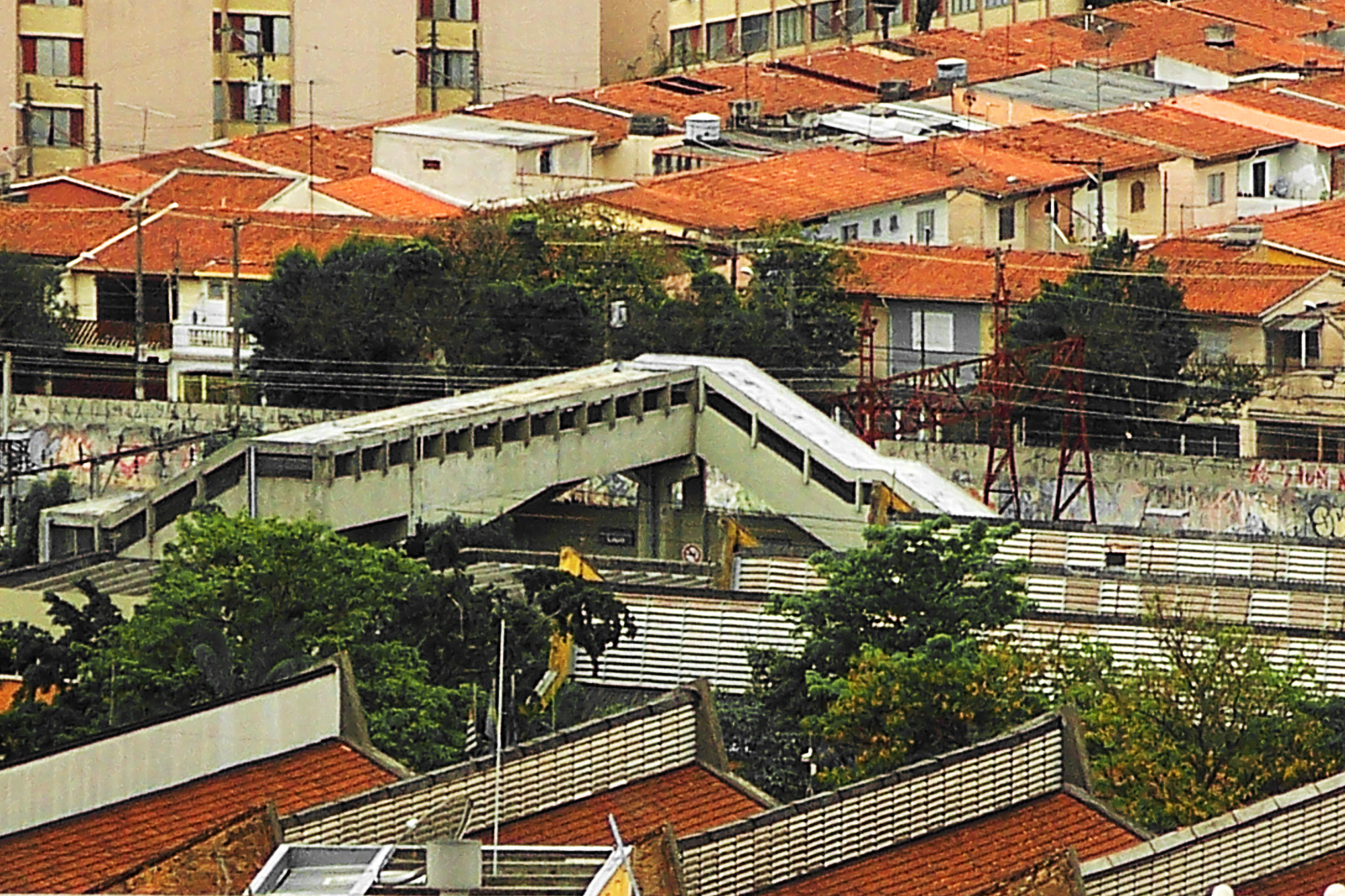
Passarela entre as plataformas da estação

Com a chegada das ferrovias São Paulo Railway (SPR, em 1867) e Sorocabana (1875) à região da Lapa, a ferrovia inglesa implantou a primeira estação do bairro (Estação Lapa, da atual Linha 7). Com isso, impediu a Sorocabana de implantar uma estação na região, por questões jurídicas. Assim, a Sorocabana teve de esperar até o fim da concessão da SPR para implantar sua estação. Em 1951, foi implementado um pequeno posto para auxiliar o Tendal da Lapa. Nessa época, o então vereador paulistano Nicolau Tuma sugeriu a construção de uma estação unificada da Lapa, sendo a primeira de muitas sugestões de unificação que iriam surgir nas décadas seguintes.
Com o crescimento da demanda, uma nova edificação foi construída e inaugurada em 1 de junho de 1958, com o nome de Km 7. No entanto, as obras de construção só seriam concluídas em 1961.
No fim dos anos 1970, a estação antiga foi demolida, dando lugar a uma nova estação, construída pela empresa Christiani-Nielsen Engenheiros e Construtores, contratada pela FEPASA e reinaugurada em 6 de julho de 1985. Em 1996, a estação (junto com a Linha 8) foi repassada à Companhia Paulista de Trens Metropolitanos (CPTM).
Em 20 de abril de 2021, foi concedida para o consórcio ViaMobilidade, composto pelas empresas CCR (atual Motiva) e RUASinvest, com a concessão para operar a linha por trinta anos. O contrato de concessão foi assinado e a transferência da linha foi realizada em 27 de janeiro de 2022.

### Projetos
Devido à existência de duas estações Lapa (separadas por quinhentos metros e sem nenhuma integração), surgiram dois projetos de unificação da Estação Lapa:
- Em 1978, a Companhia do Metropolitano de São Paulo projetou a expansão oeste da Linha Leste–Oeste com a Estação Pompéia e terminal na Estação da Lapa, que seria reconstruída, com integração do Metrô às linhas de subúrbio da FEPASA e da RFFSA, e contaria com um terminal de ônibus anexo. Por causa da falta de recursos, o projeto foi engavetado, e a linha teve seu terminal na Estação Barra Funda.[9][11]

- Em 2010, a CPTM contratou, junto à empresa Una Arquitetos, um projeto de unificação das estações da Lapa. O mesmo acabou sendo influenciado pelo projeto de enterramento do trecho Lapa–Brás. Porém, até hoje, ele ainda não saiu do papel.[12][13]

## Linhas da SPTrans
Ao lado da estação, existe o Terminal Lapa, que tem dezoito linhas de ônibus e uma linha de passagem, construído entre 2001 e 2003 pela Prefeitura de São Paulo.

## Tabelas
| Linha      | Terminais               | Comprimento (km) | Estações | Observações                                                                                            |
| ---------- | ----------------------- | ---------------- | -------- | --- |
| 8 Diamante | Júlio Prestes ↔ Itapevi | 35,283           | 20       | Possui extensão operacional. Antiga Linha B–Cinza e Antiga Linha Oeste do Trem Metropolitano da FEPASA |

| Sigla | Estação | Inauguração        | Integração                                                             | Plataformas | Posição    | Notas                                                                                              |
| ----- | ------- | ------------------ | ---------------------------------------------------------------------- | ----------- | ---------- | -------------------------------------------------------------------------------------------------- |
| LAB   | Lapa    | 1 de junho de 1958 | Bilhete Único da SPTrans, Terminal Lapa (SPTrans) e Cartão BOM da EMTU | Laterais    | Superfície | Estação construída pela Estrada de Ferro Sorocabana Reconstruída pela FEPASA em 6 de julho de 1985 |